# Julio González Ruiz
Julio González Ruiz SDB (ur. 15 lipca 1923 w Huánuco, zm. 6 stycznia 1986 w Limie) – peruwiański duchowny, salezjanin, biskup diecezji Puno w latach 1959–1972.

## Życiorys
W 1952 roku został księdzem Towarzystwa Salezjańskiego. W 1959 roku został nominowany i konsekrowany biskupem peryferyjnej diecezji Puno, a położonej w Andach nad jeziorem Titicaca. Był wówczas jednym z najmłodszych biskupów katolickich. Podjął się misji wśród ludów Keczua i Ajmarów. Zorganizował seminarium duchowne, w którym zachęcał do kształcenia mężczyzn z rdzennej społeczności Indian.
Brał udział w czterech sesjach soboru watykańskiego II.
Jego działalność wśród peruwiańskich chłopów, która zaowocowała wieloma dziełami na polu rozwoju życia społecznego i poprawy doli Indian nie podobała się niektórym hierarchom Kościoła rzymskokatolickiego w Peru. W kręgach episkopatu Peru uważany był za zbyt progresywnego w nauczaniu i działaniu. Zarzucano mu niemoralne zachowanie, a nawet herezję i nieposłuszeństwo wobec Stolicy Apostolskiej. 
Od 1966 roku oskarżenia stawiane biskupowi Gonzálezowi Ruizowi były badane przez Stolicę Apostolską. W 1972 roku został on zawieszony w funkcjach ordynariusza diecezji Puno. Po spotkaniu z papieżem Pawłem VI złożył oficjalnie rezygnację z piastowanego urzędu kościelnego. Ustąpienie charyzmatycznego biskupa spotkało się z reakcją wiernych diecezji, którzy publicznie protestowali przeciw tej decyzji. 
Jako suspendowany biskup zamieszkał w Limie. Nie mogąc sprawować funkcji duchownych, ale pozostając w zakonie poświęcił się pracy w szkolnictwie salezjańskim. Przez pewien czas przebywał we Francji, gdzie brał udział w kursach językowych. 21 października 1979 roku współkonsekrował biskupa Katolickiego i Apostolskiego Kościół Paryża, Arsène'a Le Bec.
Został pochowany w katedrze św. Karola Boromeusza w Puno.